# Csaj Csao
Csaj Csao (Zhái Chāo) (翟超, Zhái Chāo; Peking, 1971. december 14. –) kínai válogatott kézilabdázó, balátlövő. Pályafutása során három világbajnokságon és két olimpián vett részt a kínai válogatott tagjaként, amelynek színeiben több mint száz alkalommal lépett pályára és ezalatt az idő alatt több mint ezer gólt ért el címeres mezben. A dán Viborg csapatával kétszer nyert Bajnokok Ligáját. A Nemzetközi Kézilabda-szövetség 2002-ben a világ legjobb kézilabdázójának választotta.

## Pályafutása

### Klubcsapatokban
Csaj Csao (Zhái Chāo) szülővárosában, Pekingben kezdte kézilabda pályafutását 1985-ben. 1998-ban szerződött Európába, amikor is a német SV Berliner VG 49 csapatának játékosa lett. Két éven át játszott a német fővárosban. Ezt követően négy idényen át a dán Randers HK kézilabdázója volt, majd a Viborg HK csapatához szerződött, ahol pályafutása legnagyobb sikereit érte el. A csapat játékosaként 2006-ban és 2009-ben is megnyerte a Bajnokok Ligáját, a sorozat döntőjében előbb a szlovén Krim Ljubljana, majd a Győri Audi ETO együttesét legyőzve 44–43-as és 50–49-es összesítéssel. 2007-ben ideiglenesen felfüggesztette a sportolói pályafutását, majd lánya születése után visszatért a Viborghoz, ahol főleg a súlyos sérülést szenvedő Bojana Popović pótlása volt a feladata, és ahol visszavonulásáig játszott. Amíg pályafutását szüneteltette, a klub akadémiáján az utánpótlásnak tartott edzést, valamint szakedzői diplomát szerzett. Három alkalommal nyerte meg a dán bajnokságot és kétszer a Dán Kupát. 2011 nyarán jelentette be, hogy befejezi az aktív sportolást. 2002-ben a nemzetközi Kézilabda-szövetség a világ legjobb kézilabdázójának választotta, egy évvel korábban pedig második helyen végzett a voksoláson.

### A válogatottban
A kínai válogatottban több mint 100 alkalommal lépett pályára és ezalatt több mint 1000 gólt szerzett a nemzeti csapatban. Két alkalommal, 1996-ban és 2004-ben szerepelt olimpián, Atlantában 5., Athénban a 8. helyen végzett a kínai csapattal. Előbbi tornán csapata mind a négy mérkőzésén játszott és összesen 29 gólt szerzett az ötkarikás játékokon. Három világbajnokságon vett részt, 2001-ben hat mérkőzés alatt 49 gólt szerzett, amivel a góllövőlista 6. helyén végzett, Maja Saviccsal holtversenyben.

## Sikerei, díjai
Viborg HK
- Bajnokok Ligája-győztes (2) : 2006, 2009
- Dán bajnok (3) : 2006, 2008, 2009
- Dán Kupa-győztes (2) : 2006, 2008

Kína
- Olimpia[6]
  - 5. hely (1996, Atlanta)
  - 8. hely (2004, Athén)

- Világbajnokság
  - 13. hely (1995)
  - 18. hely (1999)
  - 11. hely (2001)

Egyéni elismerései
- 2002-ben a világ legjobb kézilabdázója[7]

- 2001-ben második a világ legjobb kézilabdázója választáson